# Ulica Grodzieńska w Warszawie
Ulica Grodzieńska – ulica w dzielnicy Praga-Północ w Warszawie.

## Historia
Ulica została wytyczona na dawnych gruntach wsi Targówek, których niewielki fragment przyłączono do Warszawy w roku 1889. Na tym terenie, położonym pomiędzy Radzymińską i torami Kolei Warszawsko-Petersburskiej ulice istniały już wcześniej, jednak po przyłączeniu do miasta wprowadzono w okolicy pewne zmiany. Wytyczoną ulicę Grodzieńską przedłużono po roku 1925 do ul. Nowej.
Pierwotną zabudowę ulicy stanowiły skromne domki drewniane i murowane, wzniesione na przełomie stuleci; pierwsze kamienice czynszowe powstały przy Grodzieńskiej krótko przed wybuchem I wojny światowej, jednak reprezentowały one niski poziom zarówno wykończenia, jak i wyposażenia. Równolegle powstały pierwsze zakłady przemysłowe przy ulicy, produkujące głównie mydło i świece: fabryka mydła Sport pod nr. 45/47, zakłady chemiczne „K. Zawadzki“ S. A. pod nr. 51 oraz fabryka mydła i świec „Adamczewski i S-ka“ pod nr. 21/29.
W latach 30. przy ulicy wzniesiono kilka trzypiętrowych kamienic.
Obrona Warszawy w 1939 przyniosła poważne zniszczenie zabudowy, powstałe w związku z bombardowaniem pobliskiego węzła kolejowego. Ocalał wtedy środkowy odcinek ulicy. W okresie powojennym część najbardziej zniszczonych i najmniejszych domów rozebrano, przetrwało jednak ponad 90% dawnej zabudowy.
Oprócz kilku kamienic, przy ulicy znajdują się warsztaty rzemieślnicze i hurtownie. W 2019 zburzono dawną fabrykę mydła i świec Adamczewskiego.